# Saint-Mars-d'Égrenne
Saint-Mars-d'Égrenne là một xã ở tỉnh Orne Hauts-de-France tây bắc nước Pháp. Xã Saint-Mars-d'Égrenne có diện tích 25,06 km2, dân số năm 2006 là 737 người. Xã này nằm ở khu vực có độ cao trung bình mét trên mực nước biển.